# 5 de març
El 5 de març és el seixanta-quatrè dia de l'any del calendari gregorià i el seixanta-cinquè en els anys de traspàs. Queden 301 dies per finalitzar l'any.

## Esdeveniments
Països Catalans
- 1809 - Molins de Rei (Baix Llobregat): l'exèrcit napoleònic guanya en la batalla de Molins de Rei de 1809 durant la guerra del Francès.
- 1916 - Palma, Mallorca: s'hi funda el club de futbol l'Alfonso XIII, que més endavant esdevindrà el RCD Mallorca.[1]
- 1919 - Barcelona: Comença la Vaga de La Canadenca fou una important vaga que constituir una de les fites més rellevants de la història del moviment obrer català.

Resta del món
- 1616 - L'Església Catòlica condemna el llibre de Copèrnic on demostra les seves teories astronòmiques.
- 1766 - Nova Orleans, Louisiana espanyola: Antonio de Ulloa hi arriba com a primer governador espanyol de la colònia.
- 1793 - Lieja, Valònia, Bèlgica: els austríacs ocupen la ciutat després de derrotar els francesos (Guerres de la Revolució Francesa).
- 1821 - Estats Units: per segona vegada, investeixen James Monroe president.
- 1838 - Saragossa (Aragó): els carlins no van poder ocupar la ciutat durant la cincomarzada en el context de la Primera Guerra Carlina.
- 1842 - Texas, Mèxic: mig miler d'efectius de l'exèrcit mexicà liderats per Rafael Vásquez ocupen San Antonio (Texas) i creuen el Río Bravo, però se n'hauran de retirar al cap de pocs dies.[2]
- 1848 - París, França: nomenen Louis Antoine Garnier-Pagès ministre de Finances.[3]
- 1849 - Estats Units: investeixen Zachary Taylor president.
- 1860 - Itàlia: els ciutadans de Parma, la Toscana, Mòdena i la Romanya (els Estats Pontificis excepte el Laci) accepten en referèndum d'unir-se al regne de Sardenya.
- 1917 - Estats Units: per segona vegada, investeixen Woodrow Wilson president.
- 1918 - Rússia: les autoritats comunistes traslladen la capital del país de Petrograd a Moscou.
- 1933
  - Estats Units: el president Roosevelt hi declara un festiu bancari: tanca tots els bancs del país i congela totes les transaccions financeres (la Gran Depressió).
  - Alemanya: s'hi celebren eleccions legislatives: els nazis hi obtenen el 44% dels vots.
- 1936 - Eastleigh, Hampshire, Anglaterra: S'hi envola el primer avió Spitfire.
- 1940 - la Unió Soviètica: membres del politburó soviètic signen una ordre per a l'assassinat de 40.000 polonesos, massacre de Katyn).
- 1958 - Cap Canyaveral, Florida, EUA: S'enlaira la nau espacial Explorer II,[4] que no arriba a òrbita.
- 1960
  - Estats Units: llicencien de l'Armada Elvis Presley.

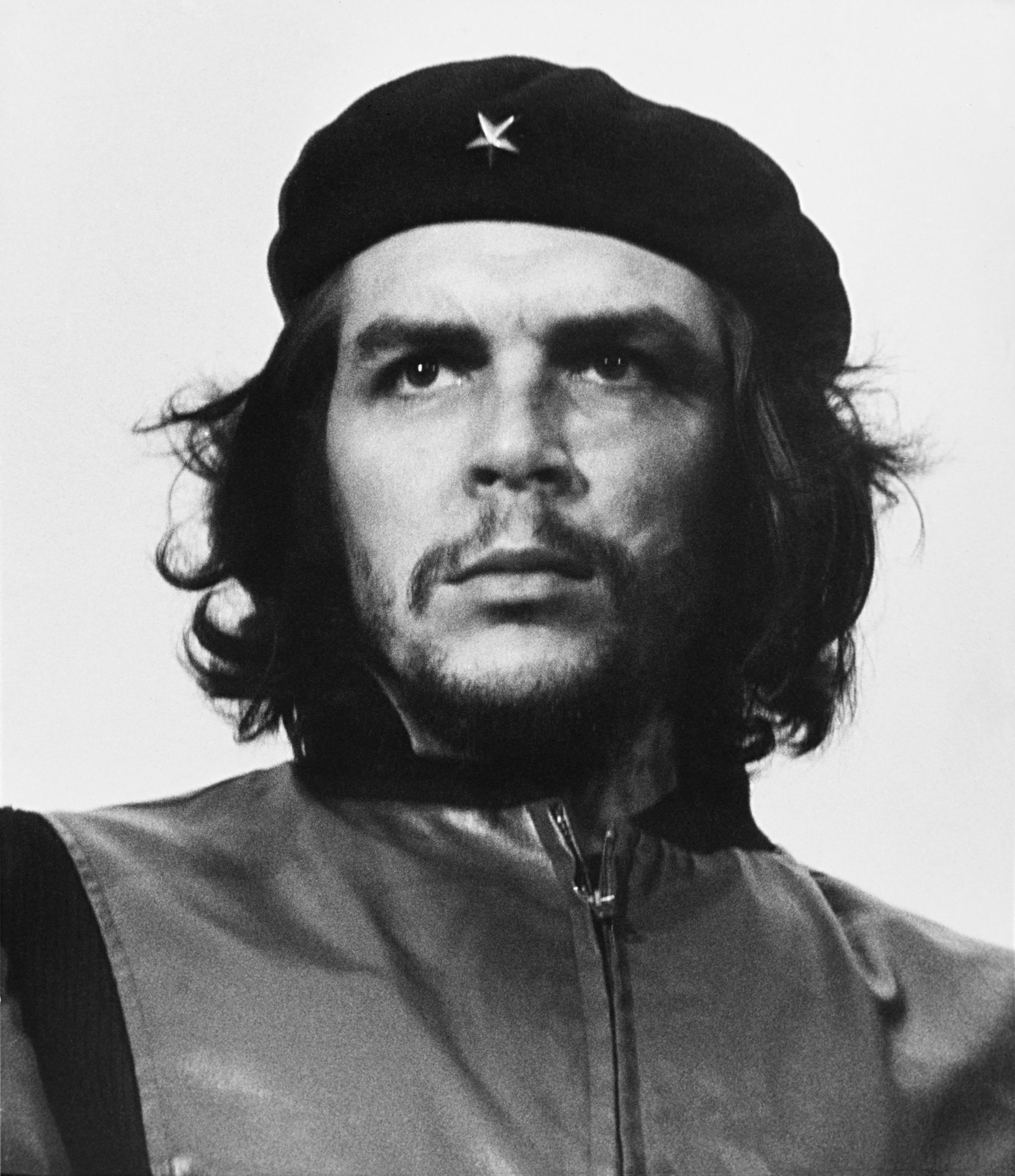
Guerrillero Heroico, fotografia presa el 5 de març de 1960 a L'Havana.

  - Guerrillero Heroico, fotografia presa el 5 de març de 1960 a L'Havana.L'Havana, Cubaː Alberto Korda fa la fotografia Guerrillero Heroico, un retrat del Che que esdevindria una imatge icònica del segle xx.[5]
- 1963 - Estats Units: es publica Sgt. Fury núm. 1 on es produeix la primera aparició de Nick Fury.
- 1970: Entra en vigor el Tractat de no proliferació d'armes nuclears després de ser ratificat per 43 estats.[6]
- 1978 - Vandenberg (comtat de Santa Barbara, Califòrnia, EUA: hi enlairen la nau espacial Landsat 3, destinada a obtenir imatges de la Terra des de l'espai.[7]
- 1979 - Júpiter: hi esdevé la màxima aproximació al planeta de la sonda estatunidenca Voyager 1.
- 1982 - Venus: hi arriba la sonda soviètica Venera-14.

## Naixements
Països Catalans
- 1872 - Sant Andreu de Palomar (actualment Barcelona), Barcelonès: Joaquim Malats i Miarons, pianista i compositor català (m. 1912).
- 1894 - Barcelona: Josep Maria de Sagarra i de Castellarnau, prolífic poeta, novel·lista, dramaturg, periodista i traductor català. (m. 1961).
- 1916 - València: Vicente Marco Orts, periodista. (m. 2008).
- 1918 - Girona: Joan-Josep Tharrats i Vidal, pintor, teòric d'art i editor. (m. 2001).
- 1922 - Santa Coloma de Gramenet: Maria Gumfaus Culi, empresària catalana de l'àmbit de la torneria de fusta (m. 1998).[8]
- 1933 - València: Maria Luz Terrada Ferrandis, investigadora valenciana, historiadora de la ciència i la bibliometria.
- 1936 - València: Monika Buch, artista valenciana, referent de l'art òptic i cinètic.[9]
- 1938 - Badalona, Barcelonès: Jordi Dauder i Guardiola, actor català.[10]
- 1943 - València, Horta de València: Manuel Ángel Conejero, filòleg en llengua anglesa, actor i dramaturg valencià.
- 1959 - Saix: Ana Barceló Chico, política i advocada valenciana, ha estat alcaldessa, diputada, consellera de la Generalitat Valenciana.[11]
- 1959 - L'Alcúdia La Ribera Alta, València: Adrià Pina Alegre, pintor realista.
- 1962 - Castelló de la Plana: Ana Giménez Adelantado, doctora en Ciències Polítiques i Sociologia, professora a la Universitat Jaume I.
- 1964 - Barcelona, Barcelonès: Jordi Galceran i Ferrer, dramaturg i escriptor.
- 1967 - Alacant, Alacantí: José Bordalás Jiménez, futbolista i entrenador valencià.
- 1984 - Calaf, Anoia: Marta Soler i Balcells, jugadora catalana d'hoquei sobre patins.[12]
- 1991- Terrassa, Vallès Occidental: Victòria Losada –Vicky Losada –, futbolista catalana que ocupa la posició de centrecampista.[13]
- 1993: Harry Maguire, futbolista britànic.
- 1993: Silvan Widmer, futbolista suís.

Resta del món
- 1133 - Le Mans, Sarthe, País del Loira, Regne d'Anglaterra: Enric II d'Anglaterra (m. 1189).[14]
- 1324 - Dunfermline, Fife, Escòcia: David II d'Escòcia (m. 1371).[15]
- 1512 - Rupelmonde, Flandes: Gerardus Mercator, cartògraf flamenc (m. 1594).[16]
- 1575 - Eton (Buckinghamshire), Anglaterra: William Oughtred,[17]matemàtic anglès (segons algunes fonts n. 1574; m. 1660).
- 1658 - Sent Micolau de la Grava, la Gascunya, Occitània: Antoine Laumet de la Mothe Cadillac, explorador francès, fundador de Detroit (per això els automòbils Cadillac en prengueren el nom; m. 1730).[18]
- 1693 - Basilea, Suïssa: Johann Jakob Wettstein, teòleg suís (m. 1754).
- 1696 - Venècia, República de Venècia: Giovanni Battista Tiepolo, pintor italià (m. 1770).[19]
- 1716 - Barenton, Baixa Normandia: Catherine Theot visionària francesa (m. 1794).
- 1734 - Iznang, Moos, Baden-Württemberg, Sacre Imperi Romanogermànic: Franz Anton Mesmer, desenvolupador de la hipnosi (m. 1815).[20]
- 1748
  - Göteborg, Suècia: Jonas Carlsson Dryander, botànic suec (m. 1810)
  - Swalwell, comtat de Durham, Anglaterra: William Shield, compositor anglès (m. 1829).[21]
- 1860 - Zúric (Suïssa): Karl David Hanke, conegut com a Charles Martel, bibliotecari a la Library of Congress, cocreador de la Library of Congress Classification (m. 1945).
- 1871 - Zamość (Polònia): Rosa Luxemburg, dirigent revolucionària i teòrica marxista alemanya d'origen jueu (m. 1919).[22]
- 1885 - Winchester, Massachusetts: Louise Pearce, patòloga nord-americana (m. 1959).[23]
- 1887 - Rio de Janeiro, Brasil: Heitor Villa-Lobos, compositor brasiler (m. 1959).[24]
- 1896 - Berlín: Lotte H. Eisner, crítica de cinema, historiadora de l'art germano-francesa.[25]
- 1897 - Múnic, Baviera: Gunta Stölzl, artista tèxtil alemanya, alumna i professora del taller de teixit de l'escola Bauhaus (m. 1983).[26]
- 1898 - Huai'an (Xina): Zhou Enlai (xinès simplificat: 周恩来; xinès tradicional: 周恩來; pinyin: Zhōu Ēnlái), polític, revolucionari, escriptor i dirigent xinès (m. 1976).[27]
- 1900 - Colònia, Alemanya: Lilli Jahn: metgessa alemanya i víctima del nazisme a Alemanya (m. 1944).[28]
- 1910, Aljustrel: Jacinta Marto, una dels tres vidents de Fàtima, Portugal (m. 1920).[29]
- 1918 - Champaign, Illinois (EUA): James Tobin, economista, Premi Nobel d'Economia de 1981 (m. 2002).[30]
- 1922 - Bolonya (Itàlia): Pier Paolo Pasolini escriptor, poeta i director de cinema italià.(m. 1975).[31]
- 1934 - Tel-Aviv (Mandat britànic de Palestina): Daniel Kahneman, economista, Premi Nobel d'Economia de l'any 2002.[32]
- 1935 - Palerm: Letizia Battaglia, fotògrafa i fotoperiodista italiana, coneguda pel seu treball sobre la Màfia (m. 2022).[33]
- 1938 - Chicago: Lynn Margulis, biòloga estatunidenca (m. 2011).[34]
- 1942 - Dos Hermanas, Espanya: Felipe González, polític espanyol.[35]
- 1944 - Boulogne-Billancourt: Élisabeth Badinter, filòsofa feminista francesa.[36]
- 1952 - Oujda, Marroc: Nouria Benghabrit-Remaoun, sociòloga i investigadora algeriana, ha estat ministra d'Educació.[37]
- 1953 - 
  - Madrid: Pilar García Mouton, filòloga, professora d'investigació al CSIC, especialista en dialectologia i geografia lingüística.[38]
  - Estocolm, Suècia: Katarina Frostenson, poetessa i escriptora sueca, acadèmica.[39]
- 1958 - Manchester, Anglaterra: Andy Gibb, cantant i compositor de música pop (m. 1988).
- 1968 - Magharo, Geòrgia: Davit Ussupaixvili, advocat i polític georgià.
- 1970 - Queens, Nova York: John Frusciante, guitarrista, cantant, compositor i productor musical estatunidenc conegut per ser el guitarrista de la banda californiana Red Hot Chili Peppers.
- 1984 - Duque de Caxias: Bruna Beber, poeta i escriptora brasilera.[40]
- 1998 - Síria: Yusra Mardini, nedadora siriana resident a Berlín, que representà en els JJOO de 2016 un equip d'atletes refugiats.[41]
- 1999 - Madison Beer, cantant estatunidenca.

## Necrològiques
Països Catalans
- 1564 - Vercelli (Itàlia)ː Isabel de Josa, humanista i predicadora catalana, protectora d'Ignasi de Loiola (n. 1490).[42]
- 1745 - Morella: Carles Gassulla d'Ursino, jurista, polític, dramaturg i poeta valencià.
- 1865 - Palma: Maria Ferrer Arbona, pedagoga iniciadora del col·legi de la Puresa de Palma (n. 1777).[43]
- 1916 - Barcelona: Mercè Anzizu Vila -Sor Eulàlia Anzizu-, monja, escriptora i historiadora, que professà en el Monestir de Pedralbes.[44]
- 1965 - Barcelona: José María Ovies Morán, actor de cinema i de doblatge asturià, conegut per ser la veu en castellà de Groucho Marx al film Una nit a l'òpera o la del Crist a Marcelino pan y vino
- 2012 - Barcelona: Joaquim Muntañola Puig, escriptor i dibuixant (n. 1914).
- 2015 - Barcelona: Nadala Batiste i Llorens, actriu catalana.[45]
- 2016 - Girona: Dolors Condom i Gratacòs, catedràtica i llatinista catalana (n. 1926).[46]
- 2018 - Capellades: Gemma Romanyà i Valls, empresària i mecenes catalana, del sector de les arts gràfiques (n. 1945).[47]
- 2022 - Palamós: Miquel Strubell i Trueta, sociolingüista català (n. 1949).
- 2023 - Barcelona: Ricard Torrents, assagista, traductor i crític literari català (n. 1937).

Resta del món
- 1534, Antonio Allegri da Correggio va ser el pintor més destacat de l'escola de Parma, en el Renaixement italià,(n. 1489)[48]
- 1605, Ciutat del Vaticà, Estats Pontificis: Ippolito Aldobrandini, que regnà com a papa amb el nom de Climent VIII (69 anys).
- 1778, Thomas Augustine Arne compositor anglès conegut sobretot per la seva melodia patriòtica Rule Britannia (n. 1710)[49]
- 1815, Iznang, Moos, Baden-Württemberg: Franz Anton Mesmer, desenvolupador de la hipnosi (80 anys).[50]
- 1827:
  - Como, Llombardia: Alessandro Volta, físic italià (82 anys).
  - París, França: Pierre-Simon Laplace, matemàtic francès (77 anys).
- 1876, París: Marie d'Agoult, escriptora francesa (n. 1805).[51]
- 1926, Tolosa de Llenguadoc, Llenguadoc, Occitània: Clément Ader, enginyer occità (n. 1841).
- 1928: Fredrik Svenonius, geòleg suec (75 anys).
- 1930, Nova York: Christine Ladd-Franklin, matemàtica i lògica, pionera de la teoria de la visió del color (n. 1847).[52]
- 1940, Hong Kong, Regne Unit: Cai Yuanpei, pedagog i intel·lectual xinès (n. 1868).[53]
- 1944, Drancy, Seine-Saint-Denis, França: Max Jacob, pintor, poeta i escriptor bretó en llengua francesa, després de ser-hi deportat pel règim nazi (67 anys).[49]
- 1953:
  - Moscou, URSS: Serguei Prokófiev, compositor rus, d'origen ucraïnès (61 anys) (n. 1891)[49]
  - Moscou: Ióssif Stalin, polític soviètic d'origen georgià, cap de l'estat des de 1924 (n. 1879).[54]
- 1955, Saràtov, URSS: Antanas Merkys, polític lituà, president del país, on fou deportat per la Unió Soviètica (n. 1887).[55]
- 1963:
  - El Caire: Ahmad Lutfi al-Sayyid, escriptor i polític egipci (91 anys).
  - Camden (Tennessee), EUA: Virginia Patterson Hensley, coneguda com a Patsy Cline, Lloyd Estel Copas conegut com a Cowboy Copas i Harold Franklin Hawkins conegut com a Hawkshaw Hawkins, cantants de country, morts en accident d'aviació (n. respect. el 1932, 1913 i 1921).[56]
- 1966, Domodédovo, prop de Moscou, Rússia: Anna Akhmàtova, poeta russa, representant de l'acmeisme (n. 1889).[57]
- 1967:
  - Mont-real, Quebec: Georges Vanier, polític quebequès, governador general del Canadà (n. 1888).[58]
  - Teheran (Iran): Mohammed Mossadeq polític iranià primer ministre del seu país del 1951 al 1953.(n. 1882).[54]
- 1981, Belfast: Frank Maguire, diputat republicà independent, fet que va provocar que Bobby Sands, pres de l'IRA Provisional i líder de la Vaga de fam del 1981 a Irlanda del Nord, fos escollit membre del Parlament britànic 31 dies més tard.[59]
- 1982, West Hollywood, Califòrnia (EUA): John Belushi, comediant, actor i músic estatunidenc (n. 1949).[60]
- 1990, París: Gina Pane, artista plàstica francesa (n. 1939).[61]
- 2006: 
  - Bratislava: Vladimír Valach, economista, diplomàtic i escriptor eslovac.
  - París: Denise Soriano-Boucherit, violinista francesa (n. 1916).[62]
- 2009: Janez Gradišnik, escriptor i traductor eslovè.[63]
- 2013, Caracas, Veneçuela: Hugo Chávez, controvertit polític i militar veneçolà, president de Veneçuela des del 2 de febrer de 1999 fins a la seva mort (59 anys).
- 2017, Colònia, Alemanya: Kurt Moll, cantant de la corda de baixos.

## Festes i commemoracions
- Onomàstica: Mare de Déu d'Àfrica, festa major de Ceuta; Focas de Sinope, màrtir, màrtir; Eusebi de Cremona, bisbe; Virgili d'Arle, bisbe; sant Joan Josep de la Creu, franciscà; Oliva de Brèscia, verge i màrtir; Luperci d'Eusa, bisbe i màrtir; dia nacional de l'eficiència energètica; dia nacional de plantar un arbre (Iran); dia de la cultura Física i l'Esport (Azerbaidjan).